# 따끈따끈 베이커리
《따끈따끈 베이커리》(焼きたて!!ジャぱん)는 《주간 소년 선데이》에 연재 중인 하시구치 다카시의 만화 및, 이 만화를 원작으로 선라이즈에서 만든 애니메이션을 말한다. 제 49회 소학관 만화상 소년부문을 수상하였으며, 한국어판 라이선스본은 대원씨아이에서 발매중이다. TV 애니메이션은 2004년 총 69화로 제작되었으며, 대한민국에선, 2006년 7월 26일 애니메이션 전문 채널인 투니버스를 통해 첫 방송되었다.

## 줄거리
시골 소년인 아즈마 카즈마가 밥보다 맛있는 자신의 독자적인 빵, 재빵(일본에서 저팬과 발음이 같다, 한국명 : 태빵)을 만들기 위해 혼자 공부하다 중학교를 졸업하고 제빵사가 되는 것을 목적으로 고향을 뜨며, 제빵업체인 빵타지아(Pantasia)의 입사시험을 거친 후 사원이 되었다. 그 후, 빵타지아 그룹의 신인 제빵사를 대상으로 하는 신인전도 무사히 승리하고, 소속점인 남도쿄(한국명 : 4호점) 지점의 부흥을 위해 빵의 세계대회인 모나코 컵에 출전하는 등, 카즈마의 끊임없는 도전을 다루고 있다.
원작에서는 카즈마가 어렸을 때 동경했던 제빵사 키리사키 유이치가 스스로 만들어낸 증오심의 결정체 '마왕'에게 사로잡혀 세상의 질서를 무너뜨리는 악행을 저지르다가 카즈마에 의해 저지된다는, 다소 비현실적이고 황당한 설정으로 팬들의 부정적인 의견이 많았다. 그러나 애니메이션의 경우에는 원작에 앞서 완결편이 나왔고, 삐에로의 말을 빌려 유이치가 카즈마를 키우기 위해 일부러 악역을 자처했고 정작 유이치 본인은 돈을 많이 벌고 싶어한다는 설정으로 매듭지어졌다.

## 용어 소개
- 태빵
  - 아즈마 카즈마(한국명 : 신태양)의 수제 빵으로 모나코 컵 우승 이전에는 완성도에 따라 숫자를 붙여 작명하였으나 모나코 컵 우승 이후 따끈따끈 9 대회에서는 숫자를 붙이는 대신 빵의 특징을 활용해 작명하여 이전의 것과는 차별성을 두었다.

- 루빵
  - 스와바라 카이(한국명 : 남궁카이)의 특제 빵으로 아즈마 카즈마를 이기기 위해 개량을 거듭한 것이 특징이며 모나코 컵 우승 이전에는 숫자를 붙여 작명하였으나 우승 이후 그런 경향이 순화되었다.

- 쌀빵
  - 키리사키 유이치(한국명 : 강노일)의 빵 작품으로 쌀을 원료로 하여 만든 것이 특징이다. 또한 그 종류는 아즈마 카즈마의 태빵보다 다양하며 최상의 재료를 사용한 것이 대부분이다.